# Dysdera portisancti
Espèce
Dysdera portisancti est une espèce d'araignées aranéomorphes de la famille des Dysderidae.

## Distribution
Cette espèce est endémique de Porto Santo dans l'archipel de Madère,.

## Description
Le mâle holotype mesure 6,8 mm.

## Étymologie
Son nom d'espèce lui a été donné en référence au lieu de sa découverte, Porto Santo.

## Publication originale
- Wunderlich, 1995 : Zu Ökologie, Biogeographie, Evolution und Taxonomie einiger Spinnen der Makaronesischen Inseln (Arachnida: Araneae). Beiträge zur Araneologie, vol. 4, p. 385-439.